# Citación al Cabildo Abierto del 18 de septiembre de 1810

Esquela de invitación al cabildo abierto del 18 de septiembre de 1810, en las «Salas del Real Tribunal del Consulado».

La Citación al Cabildo Abierto del 18 de septiembre de 1810 es una esquela de 11 por 19 cm, impresa por un solo lado, el día 15 de septiembre de 1810, por el impresor José Camilo Gallardo. La esquela corresponde al incunable chileno n.º 37, de acuerdo al listado elaborado por José Toribio Medina en 1961. Esta esquela tuvo una que la precedió, denominada «Para el día diez y ocho del corriente», y cuyo texto fue la base de esta. La autoría de la primera esquela data del 13 de septiembre de 1810 y es producto de un grupo colectivo compuesto por: Mateo de Toro y Zambrano, José Gaspar Marín y José Gregorio Argomedo —el primero asesor y el segundo secretario de Toro y Zambrano—; los miembros del Cabildo de Santiago Agustín de Eyzaguirre, José Miguel Infante, Justo Salinas, José Nicolás de la Cerda, Diego de Larraín, Pedro José Prado Xaraquemada, Marcelino Cañas, José Antonio González, Francisco Ramírez, José Joaquín Rodríguez, Francisco Antonio Pérez, el Conde de Quinta Alegre y Fernando Errázuriz; Vicente Larraín y Juan Pablo Fretes —canónigos—; Celedonio Villota —prior del Consulado—; Joaquín Gandarillas —miembro del Consulado—; Fernando Márquez de la Plata —ex Regente de la Real Audiencia—; e Ignacio de Carrera —en representación de los Patricios—. Las modificaciones al texto de la esquela original, y que concluyeron en el texto de la presente Citación al Cabildo Abierto, fueron realizadas el 14 de septiembre de 1810 por Mateo de Toro y Zambrano y Martín Calvo Encalada.
La transcripción del texto de la esquela de invitación al cabildo es la siguiente:

Para el dia 18 del corriente a las 9 de la mañana: espera a V. el M. I. S. [a Usted el Muy Ilustre Señor] Presidente, con el Ilustre Ayuntamiento, en las Salas del Real Tribunal del Consulado, a consultar y decidir los medios, mas oportunos a la defensa del Reino y pública tranquilidad.

La esquela citaba a las personas a una asamblea convocada por el cabildo abierto con invitación. Esta asamblea se concretó en el edificio del Real Tribunal del Consulado de Santiago a las nueve de la mañana del martes 18 de septiembre de 1810 y terminó a las 3 de la tarde.
En dicha asamblea, y con la presencia de más de 400 vecinos —la mayoría de ellos criollos—, Mateo de Toro Zambrano abrió la sesión y renunció a su cargo de gobernador del Reino de Chile. A continuación, su secretario, José Gregorio Argomedo, ratificó la decisión del conde y solicitó al Cabildo que se evaluaran los pasos a seguir. En consecuencia, se dirigió a la asamblea el procurador José Miguel Infante, quien manifestó que lo más conveniente, tanto para el país como para los intereses del rey, era la creación de una Junta de Gobierno. La propuesta de Infante fue aceptada por aclamación de la gran mayoría de los asistentes al Cabildo, bajo la consigna de «¡Junta queremos! ¡junta queremos!». Luego de lo cual se conformó la Junta Provisional Gubernativa del Reino, que fue el primer atisbo político y concreto de la independencia chilena.

## Historia
La impresión tanto de esta esquela, como la de la que la precedió, generó gran revuelo en la época, tanto así que el impresor José Camilo Gallardo, fue citado a declarar por el Tribunal de la Real Audiencia de Santiago sobre el tenor de la impresión.
En primera instancia, y dado que la Real Audiencia de Santiago se oponía a la asamblea citada para el 18 de septiembre, ya que la consideraba ilegal porque buscaba la discusión del sistema de gobierno que debía adoptarse para conservar los «dominios a Su Majestad, lo que anunciaba el verificativo de las ideas de establecimiento de Junta Gubernativa, que se pretendía por algunos sediciosos». La Real Audiencia de Santiago se entera de esta citación a través de la primera de dos esquelas impresas, de la cual declara se imprimieron 300 copias, es por ello que decide citar el 15 de septiembre de 1810 a José Camilo Gallardo, quien se desempeñaba como funcionario de la Real Universidad de San Felipe, para que declare si la copia que poseen de la esquela en el Tribunal de la Real Audiencia de Santiago es igual a las primeras esquelas impresas, con el fin de adjuntarlas al auto del tribunal, y que declare sobre las enmiendas y el tono de la que se encuentra imprimiendo ese mismo día, que corresponde a la «Citación al Cabildo Abierto del 18 de septiembre de 1810».

«Santiago y Septiembre quince de mil ochocientos diez.

Por cuanto habiéndose fundado los oficios que ha pasado esta Real Audiencia al Superior Gobierno oponiéndose a la celebración del Congreso emplazado para el día diez y ocho del corriente, en lo ilegal del asunto que en él se iba a tratar, cual era, el discutir sobre el sistema de Gobierno que se debía adoptar para la conservación de estos dominios a Su Majestad, lo que anunciaba el verificativo de las ideas de establecimiento de Junta Gubernativa, que se pretendía por algunos sediciosos: y con respecto a que la certeza del expresado objeto de la dicha Junta la tuvo este Tribunal por la copia de la Esquela, cuyo original se remitió al impresor don José Camilo Gallardo, quien, efectivamente, imprimió trescientos ejemplares: teniéndose noticia de que en la tarde de ayer se ha reformado el tenor de la Esquela citada, conviniendo haya constancia del contenido de la primera, se comisiona al señor Oidor Decano para que haciendo comparecer al expresado don Camilo, declare, bajo de juramento, si es igual la copia que se le manifestará y se agregará a este auto, a la que imprimió y los demás particulares relativos a la enmienda y tenor de la que está imprimiendo: y así lo proveyeron y rubricaron, de que doy fe.»

(Hay cinco rúbricas). Ante mí .-Melchor Román, escribano de Cámara.

Tribunal de la Real Audiencia, 15 de septiembre de 1810.

Luego presta declaración José Camilo Gallardo, el impresor de ambas esquelas. Quien indica que la esquela que ha sido firmada por el escribano, concuerda con el borrador original que se le había entregado por orden del «Muy Ilustre Señor Presidente», con el fin de que imprimiese 300 ejemplares, los cuales había entregado el 14 de septiembre, y se agrega en la declaración que «habiéndose dudado por el Muy Ilustre Señor Presidente que contuviese el borrador expresiones relativas a sistema de Gobierno, atribuyéndosele culpa al declarante», ante lo cual, José Gallardo lleva la misma noche del catorce el borrador que se le había entregado para realizar las impresiones para cotejar su texto con las que había impreso. Es Martín Calvo Encalada quien lee al Presidente el borrador y a continuación lo rompe, dado que el texto concordaba con lo que se había impreso.
A continuación se le entregó otro borrador a José Gallardo, que correspondía a la «Citación al Cabildo Abierto del 18 de septiembre de 1810». Gallardo comenzó a imprimir las esquelas en la mañana del 15 de septiembre, pero alrededor de las 11:00 hrs. de ese día recibió la orden de detener la impresión de las mismas.

«Declaración.-

En la ciudad de Santiago de Chile, a quince días del mes de Septiembre de mil ochocientos diez años, el señor don José de Santiago Concha Ximénez Lobatón, del Consejo de Su Majestad, Oidor Decano y Alcaide de Corte de esta Real Audiencia, a efecto de dar cumplimiento a la anterior comisión, hizo comparecer a su presencia judiciala don José Camilo Gallardo, a quien Su Señoría, por ante mí, recibió juramento, que lo hizo por Dios, Nuestro Señor, y una señal de cruz, bajo del cual ofreció decir verdad de lo que supiese y preguntado le fuese, y siéndolo sobre los particulares narrados en el auto que precede, dijo: que la copia de la adjunta Esquela, rubricada por mí el infrascrito escribano, concuerda su tenor con el borrador original que se le remitió de orden del Muy Ilustre Señor Presidente a efecto de que imprimiese trescientos exemplares, los que llevó en la mañana del día de ayer catorce del corriente y puso en manos de don José Vigil. Que habiéndose dudado por el Muy Ilustre Señor Presidente que contuviese el borrador expresiones relativas a sistema de Gobierno, atribuyéndosele culpa al declarante: noticiado de ello, llevó en la noche del mismo día el borrador que se el había dado de la citada Esquela para su confrontación con las impresas, el cual se leyó por el caballero don Martin Calvo de Encalada, a presencia del expresado señor Presidente, y que delante del mismo que declara, la rompió el mencionado don Martín, quedando así satisfechos de la inculpabilidad del declarante. Que inmediatamente se le dió otro borrador, en que se suprimieron las palabras rayadas y se puso solamente ser el convite para tratar en el propio día diez y ocho sobre la seguridad del Reyno y pública tranquilidad. Que habiendo empezado a imprimirlas, en la mañana de hoy recibió, como a las once del día, por medio de la Ordenanza del Muy Ilustre Señor Presidente orden de Su Señoría para suspender la impresión. Y que lo dicho y declarado es la verdad, so cargo del juramento que fecho tiene, en que se afirmó y ratificó, siéndole leída esta declaración, y lo firmó, rubricándola Su Señoría, de que doy fee.-»

(Hay una rúbrica). José Camilo Gallardo.- Ante mí.- Melchor Román, escribano de Cámara.

Tribunal de la Real Audiencia, 15 de septiembre de 1810.

La «Citación al Cabildo Abierto del 18 de septiembre de 1810» es la esquela que fue impresa en esta segunda versión, de los autores del texto original, y de la modificación realizada posteriormente, siete se convirtieron en presidentes de la Junta Provisional Gubernativa del Reino.